# Chiaha

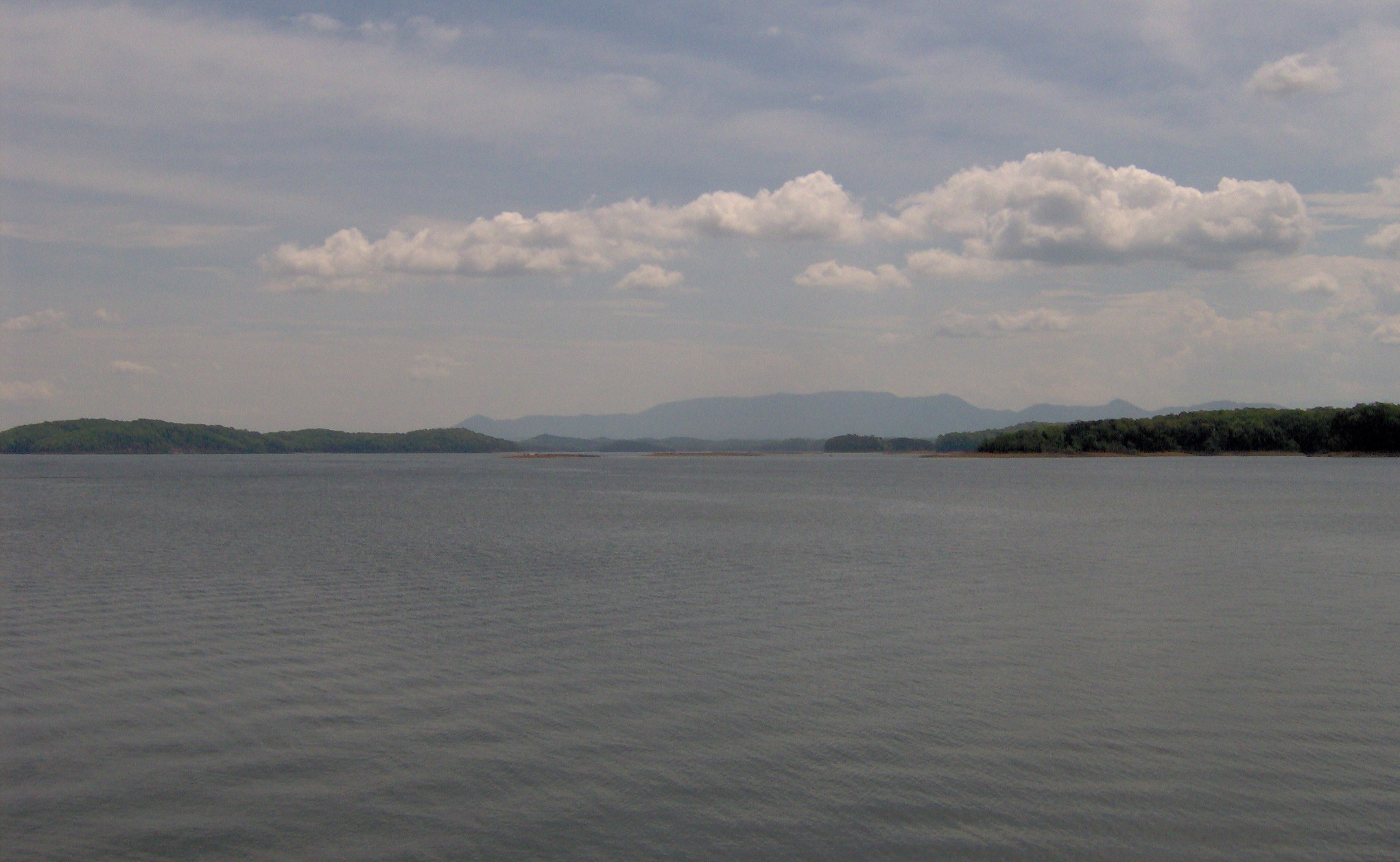
L'actualment submergit jaciment a l'illa de Zimmerman, on s'hi trobaven els antics chiaha

Chiaha era un cacicatge amerindi situat a la baixa vall del riu French Broad a l'actual estat de Tennessee, al sud-est dels Estats Units. Vivien en les estructures plantejades dins dels límits de diversos llogarets estables. Aquests passen per alt els camps cultivats de blat de moro, fesols, carabasses, i tabac, entre d'altres. Chiaha era a l'extrem septentrional de l'esfera d'influència del cap suprem del cacicatge de Coosa en el segle xvi quan les expedicions espanyoles d'Hernando de Soto i Juan Pardo travessaren l'àrea. El cacicatge Chiaha incloïa parts dels actuals comtats de Jefferson i Sevier, i podia haver-se estès cap a l'oest als comtats de Knox, Blount i Monroe.
Els informe dels exploradors espanyols sobre Chiaha ofereixen una visió de primera mà rara de la vida en un poble en la fase Dallas de la cultura del Mississipi. La cultura de Dallas, que rep el nom per l'illa de Dallas prop de Chattanooga on es van observar per primera vegada els seus característiques distintives, va dominar gran part de l'est de Tennessee entre aproximadament 1300 i 1600 AD. Tant les expedicions de De Soto i com de Pardo van passar alguns dies al poble principal Chiaha. L'expedició de Pardo va construir una efímera fortalesa propera anomenada San Pedro. Però quan els exploradors anglesos van arribar a la zona a finals del segle xvii la zona Chiaha era en gran part deshabitada i dominada pels cherokees.

## Configuració geogràfica
La vila principal Chiaha era anomenada Olamico en llur pròpia llengua. L'expedidicío d'Hernando de Soto registrà el nom com a Chiaha i l'expedició de Pardo com a Olamico. Era situada a una illa en el riu French Broad, actualment anomenada illa de Zimmerman. Aquesta illa es trobava a 53 kilòmetres aigües amunt de la desembocadura del French Broad i aproximadament 1,6 kilòmetres aigües amunt de la ubicació actual de Douglas Dam. Amb la finalització de la presa de Douglas en 1943, un embassament que va ser creat submergint completament l'illa de Zimmerman, acabà la possible excavació arqueològica d'Olamico i la zona.

## Les expedicions espanyoles

### Hernando de Soto, 1540

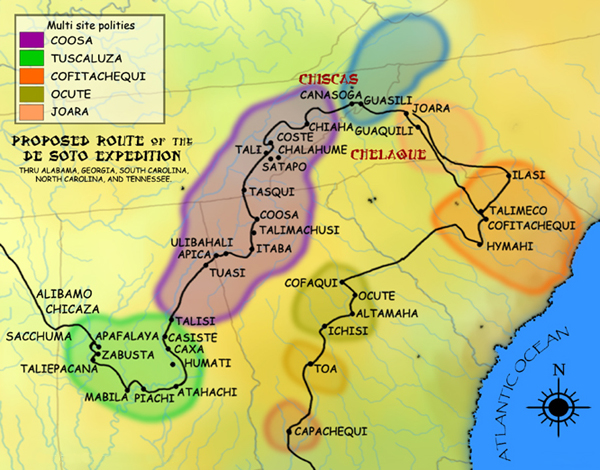
Mapa mostrant la ruta de l'expedició de de Soto a través de Geòrgia, Carolina del Sud, Carolina del Nord, Tennessee, i Alabama. Basat en el mapa de Charles M. Hudson de 1997

En 1539 el conquistador espanyol Hernando de Soto (c. 1496-1542) es va embarcar en una expedició a través del que avui és el sud-est dels Estats Units amb l'esperança de trobar un passatge cap a l'Oceà Pacífic i l'Orient, que els espanyols creien que era molt més a prop que en tot el gran continent. L'expedició de Soto va desembarcar a Florida el maig de 1539 i va marxar cap al nord a través de l'actual Geòrgia i Carolina del Sud. A començaments de maig de 1540 van arribar a Cofitachequi, un cap suprem que dominava la major part del sud-est dels Estats Units als Apalatxes. L'expedició va continuar cap al nord a través de l'actual Carolina del Nord, arribant al llogaret de Xuala (Joara) el 21 de maig i arribant a la capçaleres del riu Toe el 26 de maig.
Chiaha va ser la primera vila fortificada amb la que va topar l'expedició de Soto. Els cronistes de l'expedició descriviren la localització de la vila com a "dos tirs de ballesta" (uns 550 metres) des de l'extrem aigües amunt (est) de l'illa. L'illa oscil·lava entre un i dos tirs de ballesta d'ample. El riu era ample en ambdós costats, però es podia travessar. El blat de moro creixia al llarg de les ribes del riu i enfront de l'illa. El cap Chiaha va donar allotjament de Soto i els membres de l'expedició van ser inicialment ben tractat pels habitants del poble. Després d'aproximadament dues setmanes, però, de Soto va enfadar la gent gran del poble quan els va demanar que li proporcionessin trenta dones per a la seva expedició. Els ofesos ràpidament van endur-se totes les dones del poble. De Soto va amenaçar de trencar l'acord, i la gent va fugir a una illa impenetrable riu amunt. De Soto finalment va rebaixar la demanda de dones, i en el seu lloc va demanar portadors, que Chiaha acordà subministrar.
El 28 de juny l'expedició de Soto va partir cap a l'oest al llarg del riu French Broad. Van seguir el riu fins a la desembocadura a l'actual Knoxville i van continuar al llarg de les ribes del riu Tennessee per al poble de Coste, que estava situat a l'illa Bussell a la boca del riu Little Tennessee. L'expedició va seguir el Little Tennessee fins al poble de Tali (probablement un antecessor de la vila cherokee de Toqua), on van interceptar un rastre de nadius americans que els va portar cap al sud fins a Coosa.
Mentre eren a Chiaha el cap de Coste es va trobar amb de Soto. Li va parlar d'unes mines de "metall groc" trenta llegües al nord-est, en territori de la tribu chisca. De Soto va enviar dos membres de la seva expedició cap al nord-est a investigar. Ells van trobar només petits recursos de coure en lloc de l'or previst, i més tard descriviren el terreny molt accidentat. Els espanyols van tornar en les canoes que els havien donat els chisca i es van reincorporar a l'expedició principal de Coste.

### Juan Pardo, 1567
En 1565 i 1566 Pedro Menéndez de Avilés, amb l'esperança d'ampliar la colònia espanyola de La Florida en el que avui és el sud-est dels Estats Units, fundant l'assentament de San Agustín al nord-est de Florida i Santa Elena a Parris Island en l'actual Carolina del Sud. Al desembre de 1566, de Aviles va enviar una expedició al comandament del capità Juan Pardo a l'interior amb l'objectiu de sotmetre als habitants nadius i cartografiar una ruta cap a l'assentament espanyol de Zacatecas (Mèxic), on hi tenia mines de plata. Pardo seguí el riu Wateree cap al nord en Carolina del Nord, arribant a la vila de Joara (la Xuala de De Soto). Pardo hi construí Fort San Juan a Joara i explorà l'àrea abans de ser cridat a Santa Elena. Va deixar una guarnició de 30 homes en la fortalesa de San Juan sota el comandament del sergent Hernando Moyano de Morales.
Mentre Pardo era fora, Moyano va passar uns dies a la recerca d'or i pedres precioses a la zona Joara (actual comtat de Burke (Carolina del Nord)). L'abril del 1567 va marxar cap al nord a través de les muntanyes amb 15 soldats i un contingent de nadius (probablement un exèrcit joara) i va atacar i destruir un poble chisca a la part superior de la vall Nolichucky. Després de rebre una seriosa amenaça d'un cap de la muntanya, Moyano es va veure obligat a continuar cap a l'oest pel Nolichucky al French Broad, i d'allí a Chiaha a l'illa de Zimmerman. Van construir una petita fortalesa prop de la capital fortificada de Chiaha (coneguda com a Olamico, una paraula muskogi per a "ciutat principal") i esperaren l'arribada de Pardo.
La segona expedició de Pardo començà l'1 de setembre de 1567, i en poc més de tres setmanes estava de tornada a Joara. Després d'assabentar-se de la situació incòmoda de Moyano, va deixar Joara per Chiaha al 29 de setembre. Pardo va passar pel poble de parla cherokee de Tocae (prop de l'actual Asheville) l'1 d'octubre, i després va passar diversos dies després el riu French Broad a través de les muntanyes Apalatxes a l'actual comtat de Cocke (Tennessee). Va arribar al poble de Tanasqui (probablement a la confluència del French Broad i el riu Pigeon) el 6 d'octubre, i arribà a Chiaha l'endemà.
Pardo restà a Chiaha cinc dies abans de marxar cap a Coosa. Va passar diversos dies recorrent els contraforts de les Muntanyes Great Smoky als actuals comtats de Sevier i Blount abans d'arribar al poble de Chalahume a la vall del Little Tennessee. Al poble de Satapo just aigües avall, a Pardo se li va dir que el cap de Coosa estava conspirant per matar-lo, pel que va tornar. Va passar de nou a través d'Olamico el 20 d'octubre i se'n va anar de tornada al French Broad el 22 d'octubre. Va tornar a Santa Elena al febrer de 1568.

## La gent de Chiaha

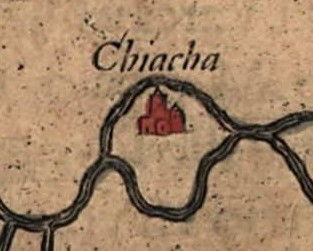
Detall de Chiaha en un 1584 mapa de La Florida

Chiaha era a la franja nord de l'esfera d'influència del cacicatge de Coosa, que s'estenia des de Chiaha al nord fins a Talisi (prop de l'actual Childersburg, Alabama) al sud. Mentre que la majoria dels pobles visitats per Pardo eren dirigits per un cap local de baix nivell conegut com a orata, tres viles (Chiaha, Joara i Guatari) eren a càrrec d'un important cap regional conegut com a mico (algunes tribus de parla muskogi encara utilitzen la paraula "mico" per "cap" en data tan tardana com el segle xix). Els micos eren aparentment subjectea a un cap suprem. En el moment de l'expedició de De Soto, els caps suprems residien a Cofitachequi i Coosa, però en el moment de l'expedició de Pardo, el poder de Cofitachequi s'havia reduït considerablement. El cap suprem únic conegut era a Coosa, que Pardo mai va visitar.
La vida a Chiaha ser probablement característica de la vida en un poble de la fase Dallas de la cultura del Mississipi. El període de Mississipi, que va començar a Tennessee al voltant de 900 dC, va marcar la transformació de les tribus natives nord-americanes en societats agràries complexes. Els pobles del Mississipi van viure en o prop de llogarets relativament grans amb disseny centrat en grans places. Aquestes places públiques estaven flanquejades per un o més monticles utilitzats per a fins religiosos i polítics i relacionats amb la cosmologia del poble. Els monticles més grans, coneguts com a "monticles de plataforma", van ser rematats pels edificis públics. Les cultures de Dallas també van construir elaborats túmuls funeraris.
En 1940 els arqueòlegs elaboraren un registre de l'illa de Zimmerman abans de ser inundada per les aigües de l'embassament. Van fotografiar un monticle de plataforma a l'estil mississipià de 9,1 metres prop de l'extrem aigües amunt de l'illa. Els investigadors han observat que les fortificacions descrites pels cronistes espanyols (és a dir, amb torres quadrades o bastions en diversos intervals) en la propera Tanasqui van ser consistents amb les fortificacions de fase Dallas excavats al jaciment Toqua en la dècada de 1970.
Com la majoria dels pobles de fase Dallas els chiahan va basar la seva dieta en gran manera en el blat de moro. A Chiaha, De Soto i els seus homes se'ls va donar grans porcions de sofkee (unes farinetes similars a la sèmola hominy), mel, i una salsa de sabor dolç feta de greix d'os. La gent també recollia fruits silvestres com móres i raïm que creixien en abundància als turons dels voltants. Els chiaha emmagatzemaven les collites en graners elevats, que els espanyols anomenen barbacoas.

### Relació amb els cherokees
La relació entre els pobles del Mississipi a la Vall de Tennessee i els posteriors habitants cherokees ha estat una font de debat des del segle xix. Alguns han argumentat que els cherokees són els descendents dels pobles del Mississipi que vivien a les valls del sud dels Apalatxes fins a finals del segle xvi. Basant-se tant en evidències lingüístiques com arqueològiques, la majoria dels estudiosos coincideixen que el cherokees, un poble que parlava una llengua iroquesa, no van arribar a la regió fins més tard, després d'haver emigrat de l'àrea dels Grans Llacs d'Amèrica del Nord, on ells i altres pobles iroquesos es van fondre. O bé van conquistar els habitants del Mississipi o van ocupar els seus pobles ja abandonats. Per contra, la llengua dels habitants de fase Dallas de la part superior de la vall de Tennessee (inclòs el poble chiaha) va ser una llengua muskogi coneguda com a koasati. Encara s'utilitza avui dia pels koasatis de Louisiana.
Els cronistes de De Soto i Pardo mostren que pobles de parla cherokee van coexistir amb els misisipians de parla muskogi ja al segle xvi. Pobles de parla cherokee vivien a les muntanyes entre Joara i Chiaha, més notablement a Guasili, un poble a la vall Nolichucky visitat per De Soto. Mentre Pardo era a Joara va rebre la visita de diversos caps de parla cherokee. A Chiaha, però, Pardo no era visitat per cap cap de parla cherokee. El fet que Chiaha i Tanasqui eren els dos únics pobles fortificats assenyalats per Pardo (que no era el poble chisca destruït per Moyano) pot suggerir que la gent de Chiaha estava en guerra amb els cherokee que vivia a les muntanyes. Diversos noms dels pobles del Mississipi esmentats per Pardo van ser retinguts en alguna forma pels seus posteriors habitants Cherokee, és a dir Citico (Satapo segons Pardo) i Chilhowee (Chalahume segons Pardo) a la vall del Little Tennessee. El nom de la capital cherokee de Tanasi, també a la vall del Little Tennessee, pot haver estat influenciat pel poble anterior de Tanasqui, que segons Pardo era just a l'est de Chiaha. La vila de Jore, una ciutat mitjana cherokee visitada pel colonialista Alexander Cuming en 1730, podia haver estat nomenada posteriorment Joara.